# Kenichi Shimokawa
Kenichi Shimokawa, född 14 maj 1970 i Gifu prefektur, Japan, är en japansk tidigare fotbollsspelare.